# 1945 해방
"1945 해방"(1945 Liberation)은 드렁큰 타이거의 정규 6집 앨범이다.

## 수록곡
1. 음주 Rapping (취중푸념)
2. Body, Body (깨달음의 작은 비밀)
3. 죽지 않는 영혼 (Found You)
4. 소외된 모두, 왼발을 한 보 앞으로!
5. 우주 (I Got You)
6. 진정한 미(美)는 마음 안에
7. 관객모독 (꿈) (Feat. YDG) (Skit)
8. 60 Percenta Zen
9. 심의에 안 걸리는 사랑노래
10. 핸즈인디 A여! (Liquor Shots Ⅱ)
11. 관객모독 (현실) (Feat. YDG) (Skit)
12. 손들어! (Here!)
13. 오! 1945 (타임머신)